# Amphichaetodon melbae
Amphichaetodon melbae – ryba morska z rodziny chetonikowatych.
Występowanie: wybrzeża Chile